# Lengenfeld (Autriche)
Pour les articles homonymes, voir Lengenfeld.
Lengenfeld est une commune autrichienne du district de Krems en Basse-Autriche.

## Culture
En 1970, Christa Hauer-Fruhmann et Johann Fruhmann achètent le château de Lengenfeld. Ils le restaurent et en font un lieu culturel.

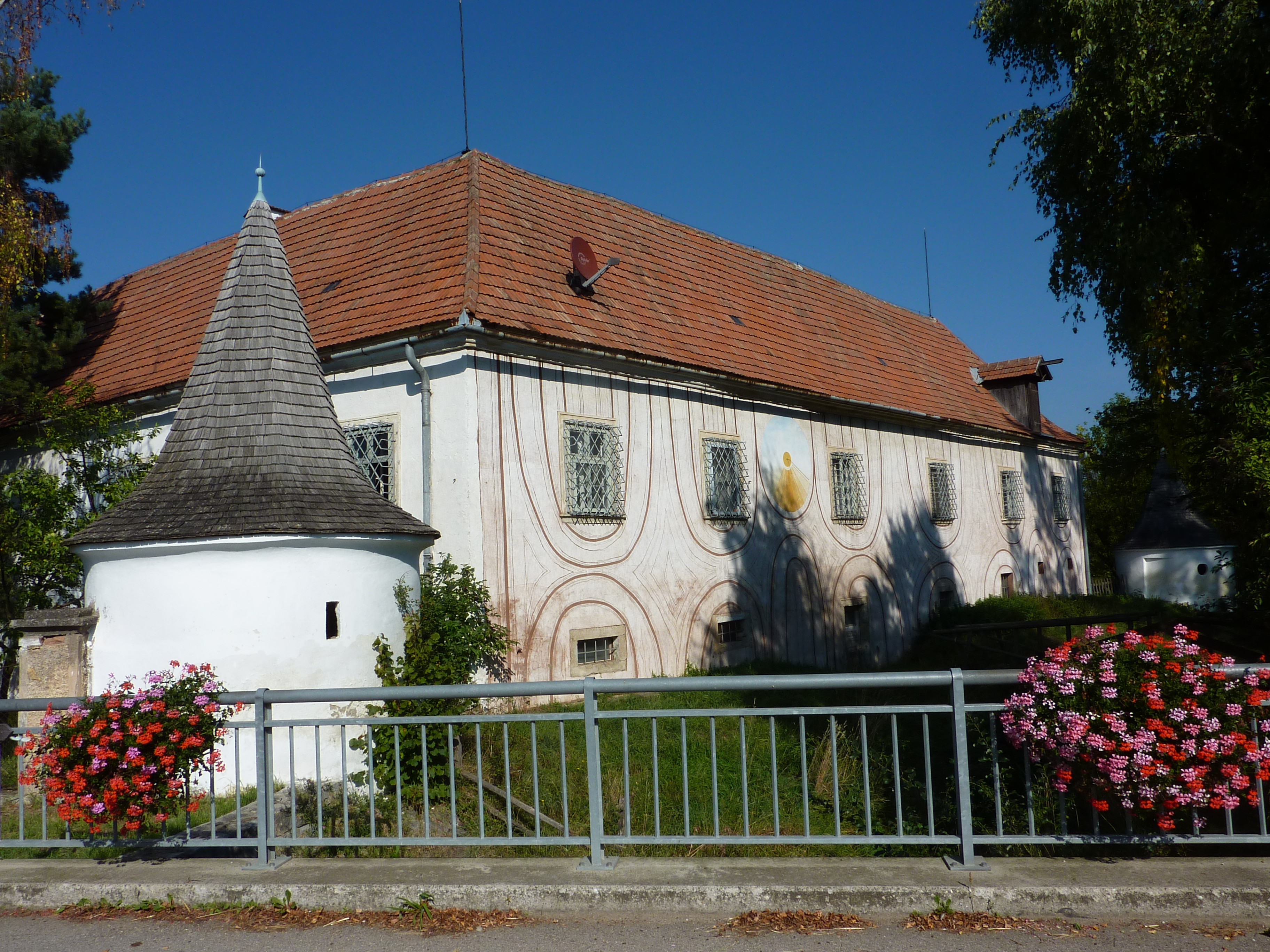
Château et lieu d'exposition à Lengenfeld